# Rock Master

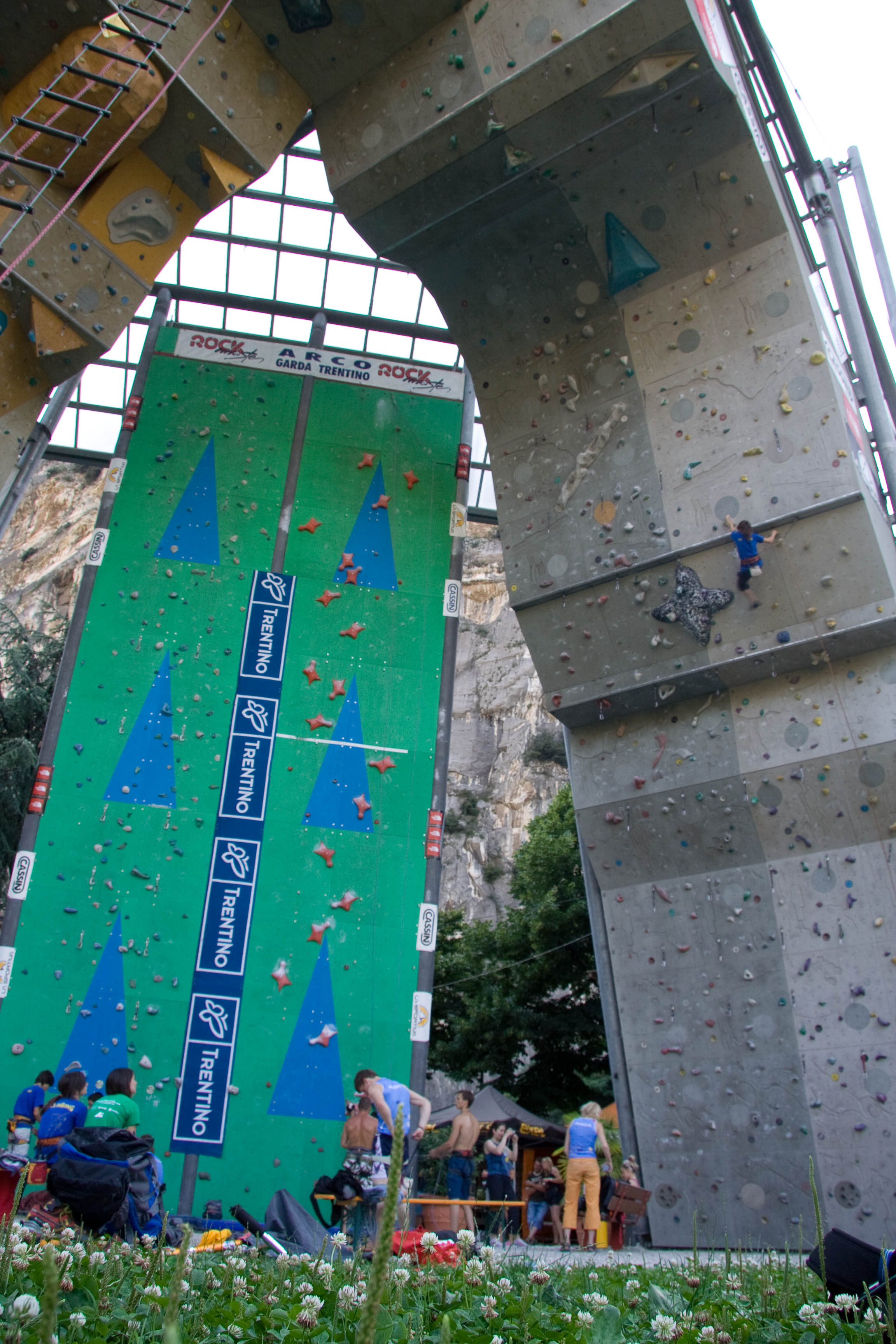
Ściany wspinaczkowe ministadionu w Arco

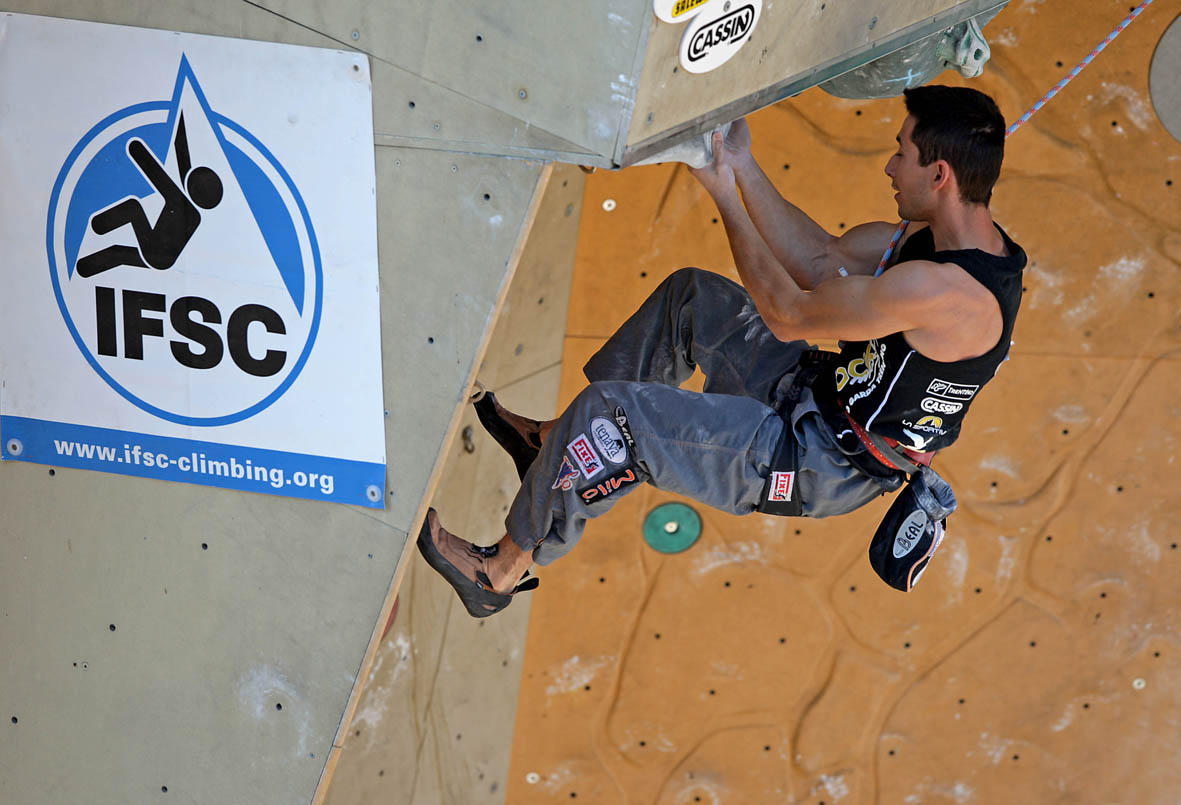
Arco 2007. Ramón Julián Puigblanqué – siedmiokrotny zwycięzca Rock Master w prowadzeniu

Rock Master (także Arco Rock Master) – międzynarodowe zawody we wspinaczce sportowej organizowane corocznie, od 1987 roku, we włoskim Arco, pod patronatem Międzynarodowej Federacji Wspinaczki Sportowej (IFSC). Odbywają się one tradycyjnie w pierwszy lub drugi weekend września. Uczestniczą w nich zawodnicy ze światowej czołówki i wspinacze często nazywają je nieoficjalnymi mistrzostwami świata.

## Historia
Pierwszy konkurs na festiwalu Rock Master w 1987 w prowadzeniu odbył się na wymodelowanych trasach na naturalnej skale Monte Colodri (400 m n.p.m.). Od 1988 zawody są przeprowadzane są na stale zainstalowanych sztucznych ścianach usytuowanych na ministadionie położonym 200 metrów od centrum miasta. Climbing Stadium Arco poza zawodami służy jako treningowa ściana wspinaczkowa oraz atrakcja turystyczna. 
W pierwszych czterech latach wśród kobiet zwyciężała słynna wspinaczka amerykańska Lynn Hill. Wśród mężczyzn Niemiec Stefan Glowacz wygrał dwie pierwsze edycje tych zawodów. Od 1999 w ramach Rock Master odbywają się również zawody boulderingu i we wspinaczce na czas. Zawody bulderingowe odbywa się pod nazwą „Sint Roc Boulder Contest”.
Od 2002 organizowany są także „Rock Junior”, konkursy wspinaczkowy dla dzieci w wieku od 5 do 13 lat i ich rodzin (rozpoczynają się od czerwca). W 2011 Rock Master nie odbył się, ponieważ Arco było gospodarzem jedenastej edycji mistrzostw świata we wspinaczce w terminie od 15 do 24 lipca.
Rekordzistami pod względem ilości zwycięstw w Rock Masters są Hiszpan Ramón Julián Puigblanqué, który siedem razy wygrał konkurencję w prowadzeniu (w latach 2005-7, 2009-10 i w 2012-13), i Czech Adam Ondra, który też wygrał siedem razy (6 razy duel i raz bouldering), a wśród kobiet Austriaczka Angela Eiter, która zwyciężyła sześć razy w prowadzeniu (2003-5, 2007, 2009 i w 2012).
Polskie akcenty zapisane w festiwalu Rock Masters to:
mężczyźni: Tomasz Oleksy, 4 zwycięstwa (2000 w boulderingu, 2002, 2004-5 we wspinaczce na czas) i łącznie 9 medali (w tym 4 złote, 2 srebrne i 3 brązowe), oraz Marcin Dzieński (zwycięstwo w 2016)
kobiety: Edyta Ropek, zwycięstwo w 2009, we wspinaczce na czas.

## Uczestnictwo w Rock Masters
Do zawodów w prowadzeniu zapraszanych jest dziesięć najlepszych kobiet i mężczyzn ustalanych według światowego rankingu; dodatkowo przyznawane są dwie dzikie karty, na przykład szczególnie utalentowanym młodym wspinaczom. Zawody odbywają się w dwóch rundach, w rundzie „onsight” (zawodnicy nie mogą oglądać drogi), natomiast a w drugiej rundzie „po rozegranej pierwszej rundzie” zawodnicy mogą oglądać trasę, a nawet dokonywać próbny wejść. Ustalenie zwycięzcy następuje po uwzględnieniu wyników z obu wspinaczek.
Do boulderingu zaprasza się tylko osiem kobiet i ośmiu mężczyzn. Sama konkurencja odbywa się systemem pucharowym. 
W 2010 rozegrano po raz pierwszy pokazowe, a od 2011 rozgrywane są one na stałe, atrakcyjne i widowiskowe zawody, które odbywają się na dwóch równoległych drogach wspinaczkowych w tak zwanym duelu, do których zapraszanych jest najlepszych 16 zawodniczek i zawodników z listy światowej IFCS.

## Rozgrywane konkurencje i ich zwycięzcy
Konkurencje rozgrywane w ramach festiwalu Rock Master: bouldering, duel, prowadzenie, wspinaczka na czas

### Prowadzenie
| Rok  | Mężczyźni                                       | Kobiety                      |
| ---- | ----------------------------------------------- | ---------------------------- |
| 1987 | Stefan Glowacz                                  | Lynn Hill                    |
| 1988 | Stefan Glowacz Patrick Edlinger                 | Lynn Hill                    |
| 1989 | Didier Raboutou                                 | Lynn Hill                    |
| 1990 | François Legrand                                | Lynn Hill                    |
| 1991 | Yuji Hirayama                                   | Isabelle Patissier           |
| 1992 | Stefan Glowacz                                  | Lynn Hill                    |
| 1993 | Elie Chevieux                                   | Susi Good                    |
| 1994 | François Legrand                                | Robyn Erbesfield             |
| 1995 | François Lombard                                | Laurence Guyon               |
| 1996 | François Lombard                                | Katie Brown                  |
| 1997 | François Legrand                                | Katie Brown                  |
| 1998 | François Legrand                                | Liv Sansoz                   |
| 1999 | Jewgienij Owczinnikow                           | Muriel Sarkany               |
| 2000 | Jewgienij Owczinnikow                           | Muriel Sarkany               |
| 2001 | Christian Bindhammer Tomáš Mrázek Yuji Hirayama | Muriel Sarkany Martina Čufar |
| 2002 | Alexandre Chabot                                | Sandrine Levet               |

| Rok  | Mężczyźni                | Kobiety        |
| ---- | ------------------------ | -------------- |
| 2003 | Alexandre Chabot         | Angela Eiter   |
| 2004 | Alexandre Chabot         | Angela Eiter   |
| 2005 | Ramón Julián Puigblanqué | Angela Eiter   |
| 2006 | Ramón Julián Puigblanqué | Sandrine Levet |
| 2007 | Ramón Julián Puigblanqué | Angela Eiter   |
| 2008 | Patxi Usobiaga           | Johanna Ernst  |
| 2009 | Ramón Julián Puigblanqué | Angela Eiter   |
| 2010 | Ramón Julián Puigblanqué | Kim Ja-in      |
| 2011 | —                        | —              |
| 2012 | Ramón Julián Puigblanqué | Angela Eiter   |
| 2013 | Ramón Julián Puigblanqué | Mina Markovič  |
| 2014 | Sachi Amma               | Magdalena Röck |
| 2015 | —                        | —              |
| 2016 | Romain Desgranges        | Anak Verhoeven |
| 2017 | Jakob Schubert           | Kim Ja-in      |
| 2018 |                          |                |
| 2019 |                          |                |
| 2020 | —                        | —              |

### Wspinaczka na czas
| Rok  | Mężczyźni              | Kobiety      |
| ---- | ---------------------- | ------------ |
| 1989 | Jacky Godoffe          |              |
| 1990 | Jacky Godoffe          |              |
| 1999 | Wołodymyr Zacharow     |              |
| 2000 | Aleksiej Gadiejew      |              |
| 2001 | Jakow Soubotine        |              |
| 2002 | Tomasz Oleksy          |              |
| 2003 | Aleksiej Gadiejew      |              |
| 2004 | Tomasz Oleksy          |              |
| 2005 | Tomasz Oleksy          |              |
| 2006 | Siergiej Sinicyn       |              |
| 2007 | Jewgienij Wajcechowski |              |
| 2008 | Manuel Escobar         | Ołena Riepko |

| Rok  | Mężczyźni         | Kobiety           |
| ---- | ----------------- | ----------------- |
| 2009 | Libor Hroza       | Edyta Ropek       |
| 2010 | Libor Hroza       | He Cuilian        |
| 2011 | —                 | —                 |
| 2012 | Leonardo Gontero  | Alina Gajdamakina |
| 2013 | Libor Hroza       | Alina Gajdamakina |
| 2014 | Libor Hroza       | Anouck Jaubert    |
| 2015 | —                 | —                 |
| 2016 | Marcin Dzieński   | Anouck Jaubert    |
| 2017 | Władisław Dieulin | Anouck Jaubert    |
| 2018 |                   |                   |
| 2019 |                   |                   |
| 2020 | —                 | —                 |

### Duel
| Rok  | Mężczyźni      | Kobiety              |
| ---- | -------------- | -------------------- |
| 2010 | Adam Ondra     | Katharina Posch      |
| 2011 | Adam Ondra     | Jana Czereszniewa    |
| 2012 | Jakob Schubert | Dinara Fachritdinowa |
| 2013 | Sean McColl    | Dinara Fachritdinowa |
| 2014 | Sean McColl    | Dinara Fachritdinowa |
| 2015 | Adam Ondra     | Hélène Janicot       |

| Rok  | Mężczyźni      | Kobiety          |
| ---- | -------------- | ---------------- |
| 2016 | Adam Ondra     | Janja Garnbret   |
| 2017 | Adam Ondra     | Julia Chanourdie |
| 2018 | Adam Ondra     | Janja Garnbret   |
| 2019 | Jakob Schubert | Mia Krampl       |
| 2020 | —              | —                |

### Bouldering
| Rok  | Mężczyźni          | Kobiety            |
| ---- | ------------------ | ------------------ |
| 1999 | Daniel Andrada     | Jelena Czumiłowa   |
| 2000 | Tomasz Oleksy      | Natalja Nowikowa   |
| 2001 | Saławat Rachmietow | Corinne Théroux    |
| 2002 | Mauro Calibani     | Olga Jakowlewa     |
| 2003 | Mauro Calibani     | Olga Bibik         |
| 2004 | Matthias Müller    | Mélanie Son        |
| 2005 | Kilian Fischhuber  | Mélanie Son        |
| 2006 | Nalle Hukkataival  | Anna Stöhr         |
| 2007 | Gareth Parry       | Anna Stöhr         |
| 2008 | Kilian Fischhuber  | Katharina Saurwein |
| 2009 | Kilian Fischhuber  | Alizée Dufraisse   |

| Rok  | Mężczyźni             | Kobiety            |
| ---- | --------------------- | ------------------ |
| 2010 | Cédric Lachat         | Anna Stöhr         |
| 2011 | —                     | —                  |
| 2012 | Dmitrij Szarafutdinow | Alex Puccio        |
| 2013 | Rustam Gelmanow       | Alex Puccio        |
| 2014 | Jernej Kruder         | Alex Puccio        |
| 2015 | —                     | —                  |
| 2016 | Adam Ondra            | Katharina Saurwein |
| 2017 | Chon Jong-won         | Alex Puccio        |
| 2018 | Aleksiej Rubcow       | Fanny Gibert       |
| 2019 |                       |                    |
| 2020 | —                     | —                  |